# やまがた百名山
やまがた百名山（やまがたひゃくめいざん）は、山形県が2016年（平成28年）より制定された「山の日」を契機に選定委員会を設けて「やまがた百名山の選定」という事業を開始し、2017年（平成29年）第二次選定を経て応募総数2,774の山より100山を選定した。

## 募集・選定
山形県内に山域を有する山で、次のいずれかに該当する魅力ある山を募集。標高の高低に関わらず、また山形県内に山頂を有していない山でも山稜線が県内にあれば選定の対象とする。
- 地元の人々をはじめ、多くの人々が訪れる山
- 地元の生活に密着して大切にされてきた山
- 素晴らしい眺望など、他の人々に紹介したい魅力がある山

## やまがた百名山一覧
本項目の出典は「やまがた百名山一覧」のサイト（庄内地域、最上地域、村山地域、置賜地域）による。

### 庄内地域
- 鳥海山
- 笙ガ岳
- 胎蔵山
- 経ヶ蔵山
- 柏木山
- 月山
- 姥ケ岳
- 湯殿山
- 羽黒山
- 摩耶山
- 湯ノ沢岳
- 母狩山
- 温海岳
- 藤倉山
- 日本国
- 金峰山
- 熊野長峰
- 荒倉山
- 高館山
- 以東岳
- 障子ヶ岳

### 最上地域
- 神室山
- 小又山
- 禿岳
- 火打岳
- 八森山
- 杢蔵山
- 加無山
- 甑山
- 鉤掛森
- 亀割山
- 竜馬山
- 薬師山
- 米太平山
- 八向山
- 猿羽根山
- 与蔵山
- 土湯山
- 地蔵盛山

### 村山地域
- 鴈戸山
- 鳥兜山
- 瀧山
- 山形神室岳
- 面白山
- 雨呼山
- 三吉山
- 千歳山
- 大岡山
- 盃山
- 舞鶴山
- 東黒森山
- 冨上山
- 高取山
- 城山（長谷堂城）
- 御所山
- 黒伏山
- 翁山
- 御堂盛
- 甑岳
- 大平山
- 二ッ森
- 水晶山
- 楯山
- 葉山 (村山市)
- 樽石山
- 大高根山
- 北山
- 小朝日岳
- 鳥原山
- 天狗角力取山
- 大頭森山
- （村山）天狗山

### 置賜地域
- 白鷹山
- 大朝日岳
- 頭殿山
- 祝瓶山
- （置賜）葉山
- 白太郎山
- 徳綱山
- 熊野山
- （置賜）天狗山
- 百石山
- 飯豊山
- 北股岳
- 栂峰
- 大境山
- 蔵手山
- 高ツムジ山
- 秋葉山
- 高戸屋山
- 西吾妻山
- 東大巓
- 家形山
- 兜山
- 駒ヶ岳
- 豪士山
- 斜平山
- 一念峰